# Mr. Bean (tv-serie)
Mr. Bean er navnet på en tv-serie, hvis hovedperson er "Mr. Bean". Mr. Bean er en komisk rollefigur spillet af skuespilleren og komikeren Rowan Atkinson. Atkinson har beskrevet Mr. Bean som "et barn i en voksen mands krop". Mr Bean taler sjældent i tv-serien, og serien er i vidt omfang båret af visuel komik inspireret af bl.a. Jacques Tati og stumfilmskuespillere.

## Mr Beans julespecial
I episoden kaldet Merry Christmas, Mr. Bean finder Mr. Bean et krybbespil i butikken Harrods og vælger at udføre sin egen version af Jesu fødsel ved hjælp af bl.a. miniaturesoldater. Senere leger han dirigent for et juleband og forsøger at tilberede kalkun som han vil spise med sin kæreste.

## Episode
1. Mr. Bean (sendt første gang 1. januar 1990)
2. The Return of Mr. Bean (sendt første gang 5. november 1990)
3. The Curse of Mr. Bean (sendt første gang 30. december 1990)
4. Mr. Bean Goes to Town (sendt første gang 15. oktober 1991)
5. The Trouble with Mr. Bean (sendt første gang 1. januar 1992)
6. Mr. Bean Rides Again (sendt første gang 17. februar 1992)
7. Merry Christmas Mr. Bean (sendt første gang 29. december 1992)
8. Mr. Bean in Room 426 (sendt første gang 17. februar 1993)
9. Do-It-Yourself Mr. Bean (sendt første gang 10. januar 1994)
10. Mind the Baby, Mr. Bean (sendt første gang 25. april 1994)
11. Back to School Mr. Bean (sendt første gang 26. oktober 1994)
12. Tee Off, Mr. Bean (sendt første gang 20. september 1995)
13. Goodnight Mr. Bean (sendt første gang 31. oktober 1995)
14. Hair by Mr. Bean of London (sendt første gang 15. november 1995)
15. The Best Bits of Mr. Bean (sendt første gang 15. december 1995)